# フレデリック・ジャッド・ウォー

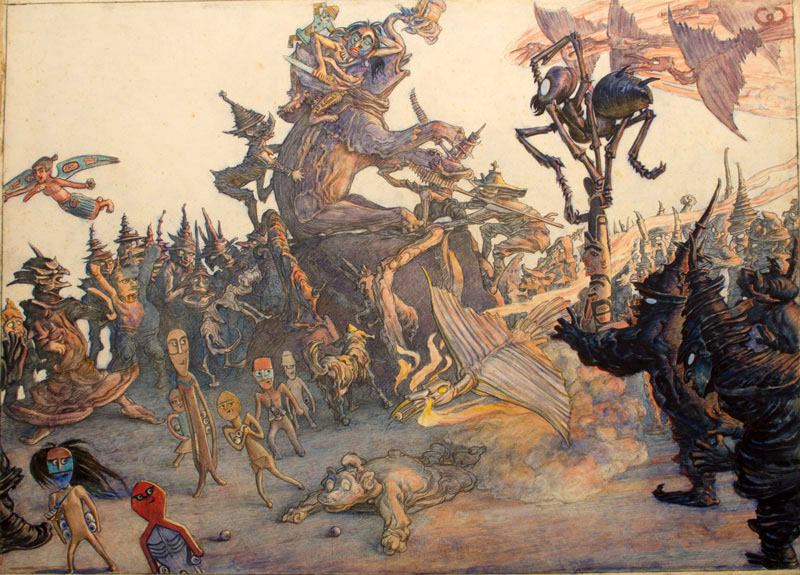
ファンタジー「ミューンズの一族」の挿絵

フレデリック・ジャッド・ウォー（Frederick Judd Waugh、1861年9月13日 - 1940年9月10日）はアメリカ合衆国の画家である。様々な海の風景を描いた。第一次世界大戦中は画家のエヴァレット・ワーナーの指揮下でアメリカ海軍の船舶の迷彩塗装をデザインした一人である。

## 略歴
ニュージャージー州バーリントン郡のボーデンタウンに生まれた。父親はフィラデルフィアの有名なパノラマ画画家、肖像画家のサミュエル・ウォー(Samuel Waugh:1814-1885) である。父親の2番目の妻の子供で、異母姉のアイダ・ウォー(Ida Waugh:1846-1919)も画家、イラストレーターとして知られている。フィラデルフィアのペンシルベニア美術アカデミーでトマス・エイキンズに学んだ後、パリに渡り、アカデミー・ジュリアンでウィリアム・アドルフ・ブグローに学んだ。パリを離れ、イギリスに渡り、イギリス海峡のサーク島で、海の風景の画家として活動した。
1908年にアメリカに帰国し、ニュージャージー州のモントクレアに住んだ。はじめスタジオを持たなかったが、食料品会社の社長で鉄道会社の出資者、美術コレクターのWilliam T. Evansが、年に1枚の絵を渡す条件でスタジオを提供した。後にメイン州のベイリー島やマサチューセッツ州のプロビンスタウンにも住んだ。1614年に、イギリスの探検家、ジョン・スミスがメイン州に訪れてから300年になるのを記念して、モンヒガン島で開かれた展覧会では審査員を務めた。1915年に子供向けのファンタジー小説『ミューンズの一族(The Clan of Munes:1916)』を出版した。
1918年にはアメリカ海軍の依頼で、画家のエヴァレット・ワーナーをリーダーにした海軍迷彩部隊のデザイン部の一員になった。George Remington Havensによるウォーの伝記によれば輸送船、レヴァイアサンなどの大型船の迷彩のデザインを行い、ウォー単独の功績ではないが、迷彩に関わった船は1隻を除いて、戦争で失われなかったことを誇りにしていたとされる。
プロビンスタウンで亡くなった。
息子のコールトン・ウォー(Coulton Waugh:1896-1973)は画家、漫画家になり、漫画の歴史についての書籍『The Comics』 (1947)の著者として知られている。

## 作品

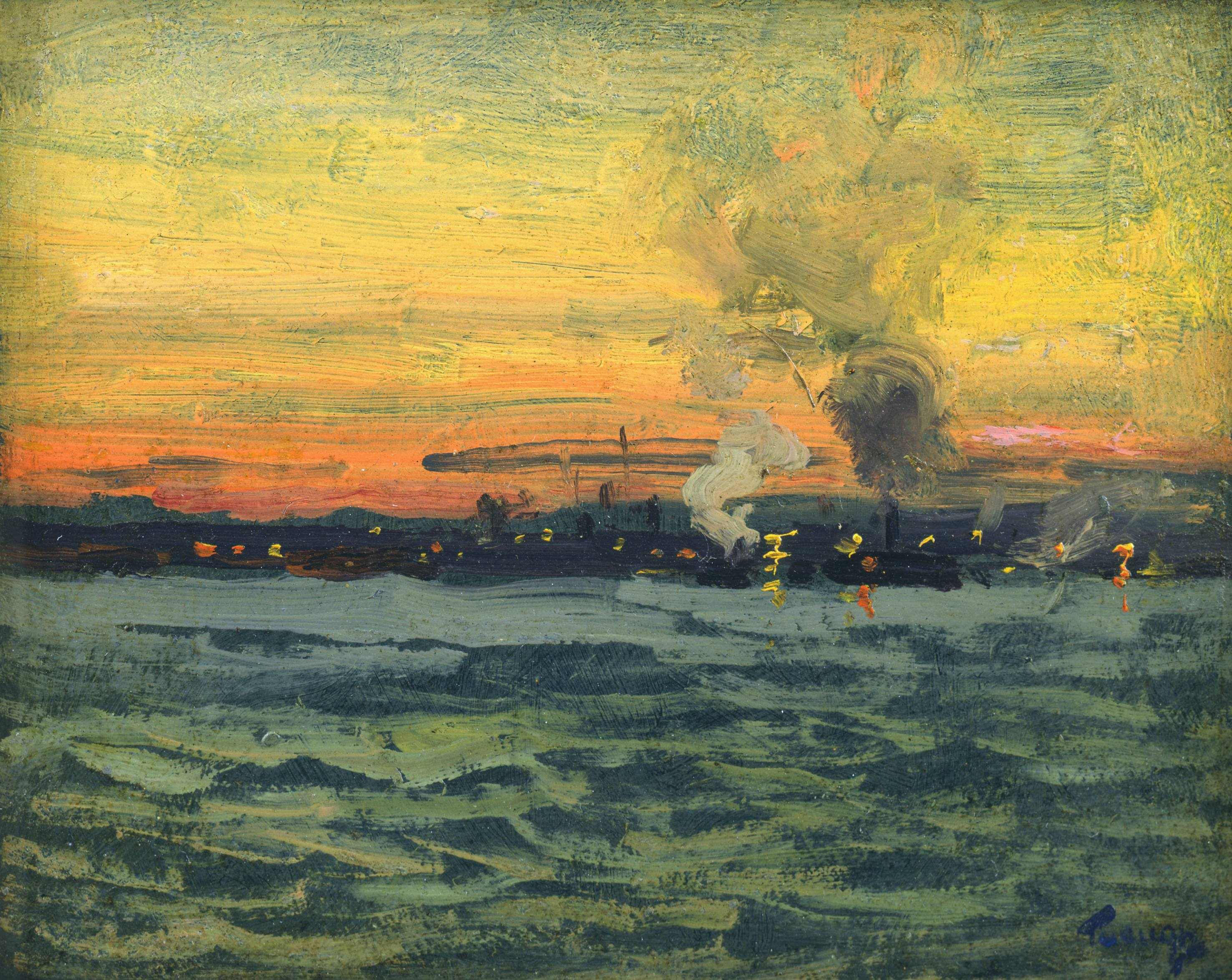
"Looking toward Jersey City"(1907/1908)
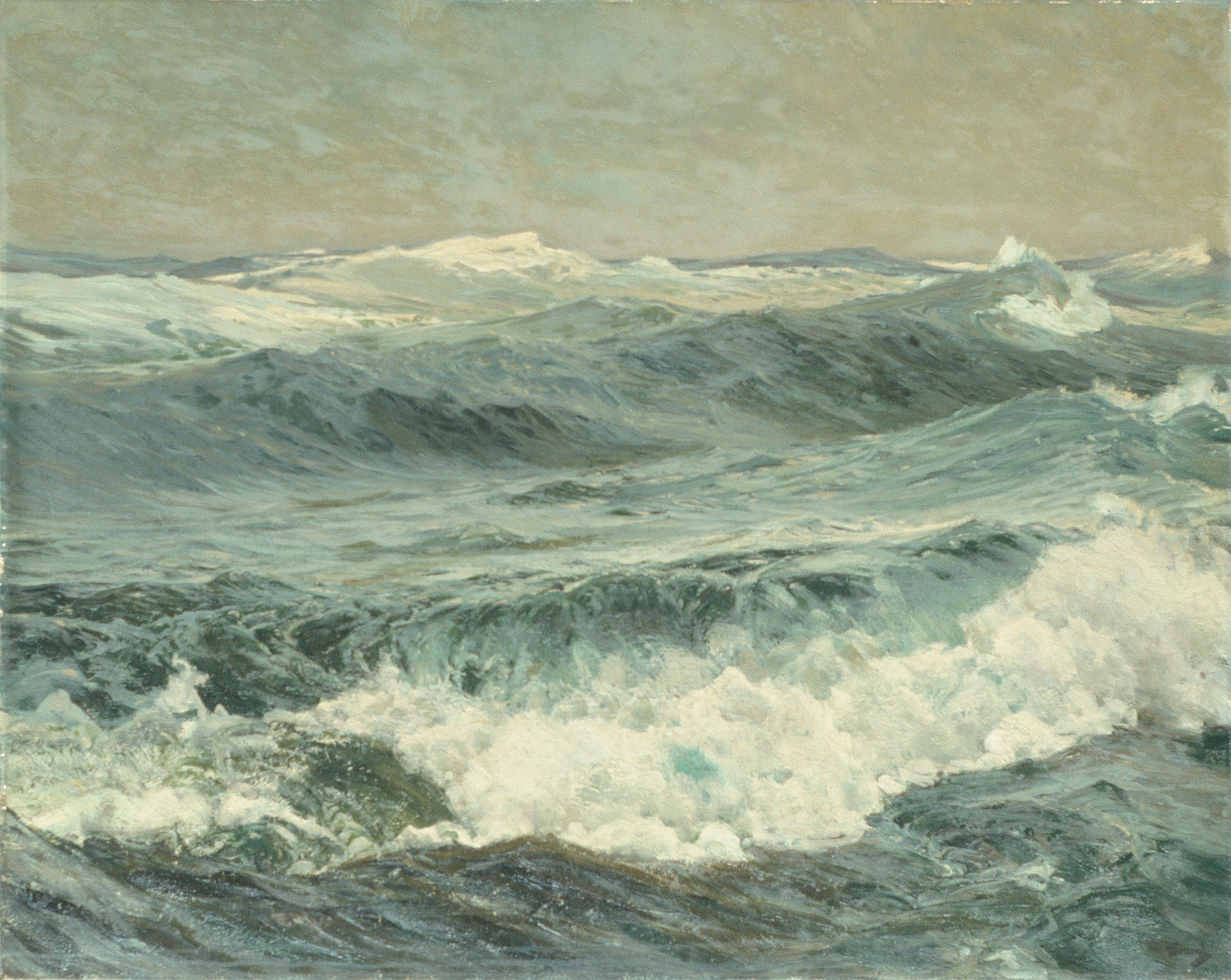
"Roaring Forties"(1908)
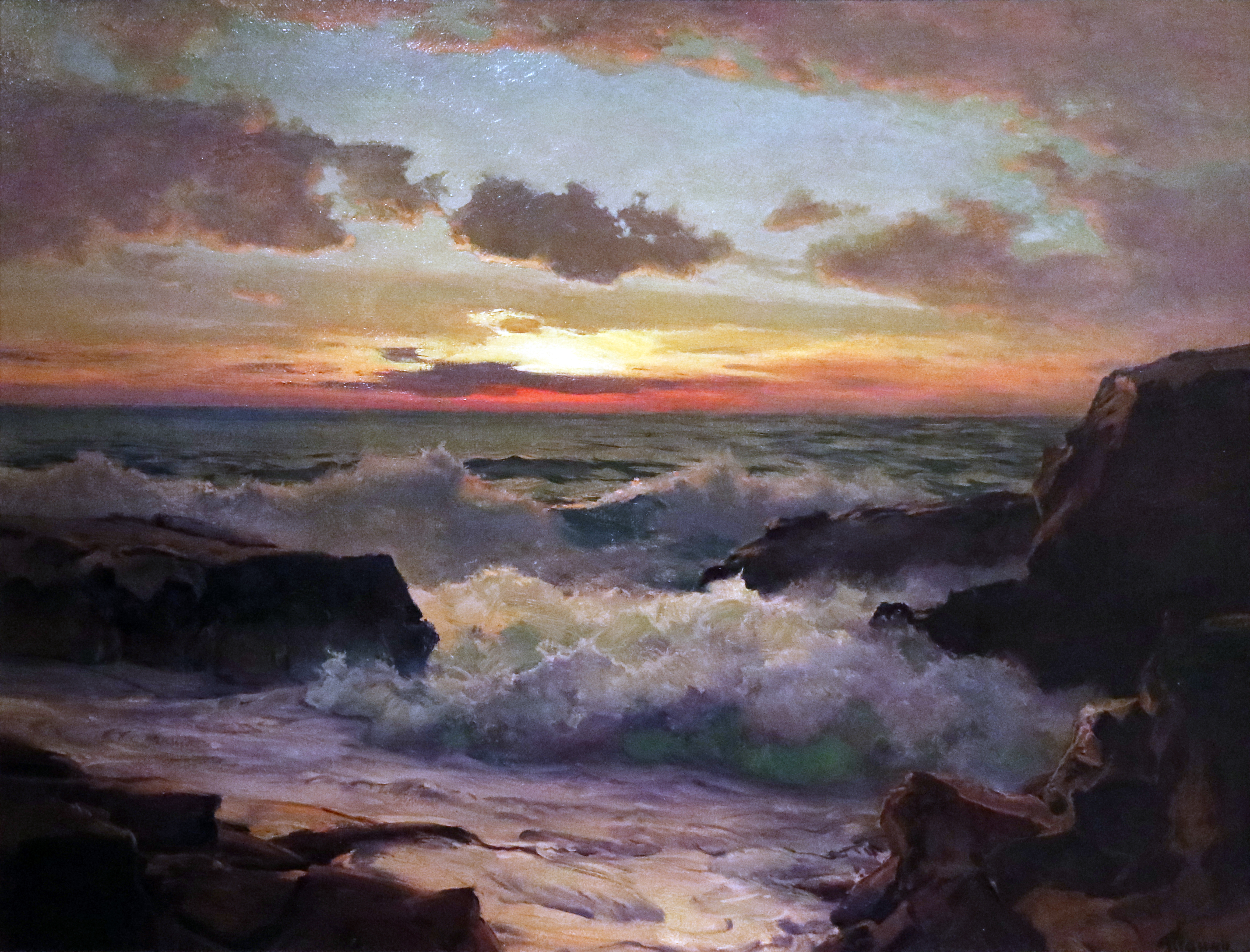
"Evening Surf"
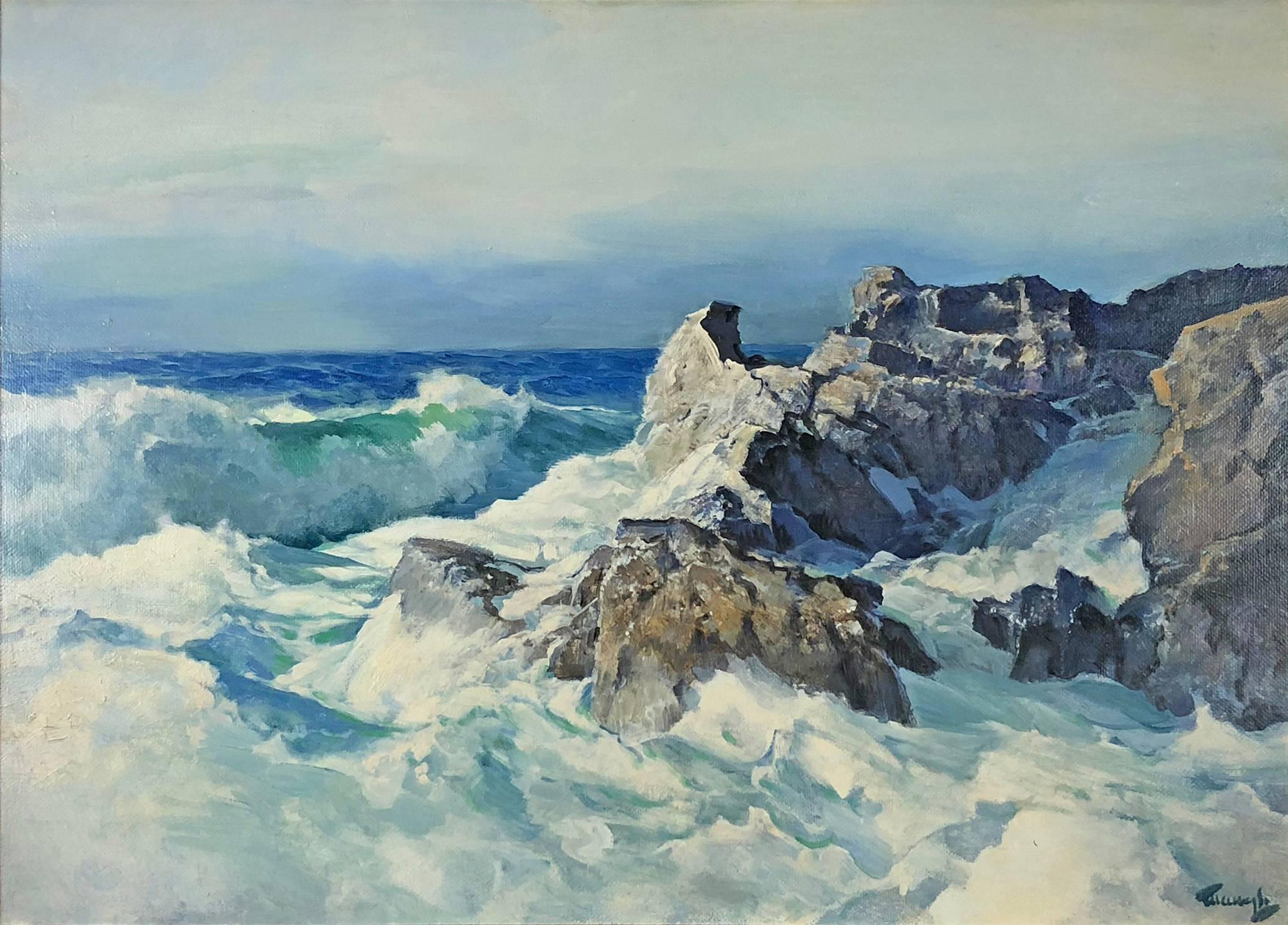
"Outermost Point" (1920)
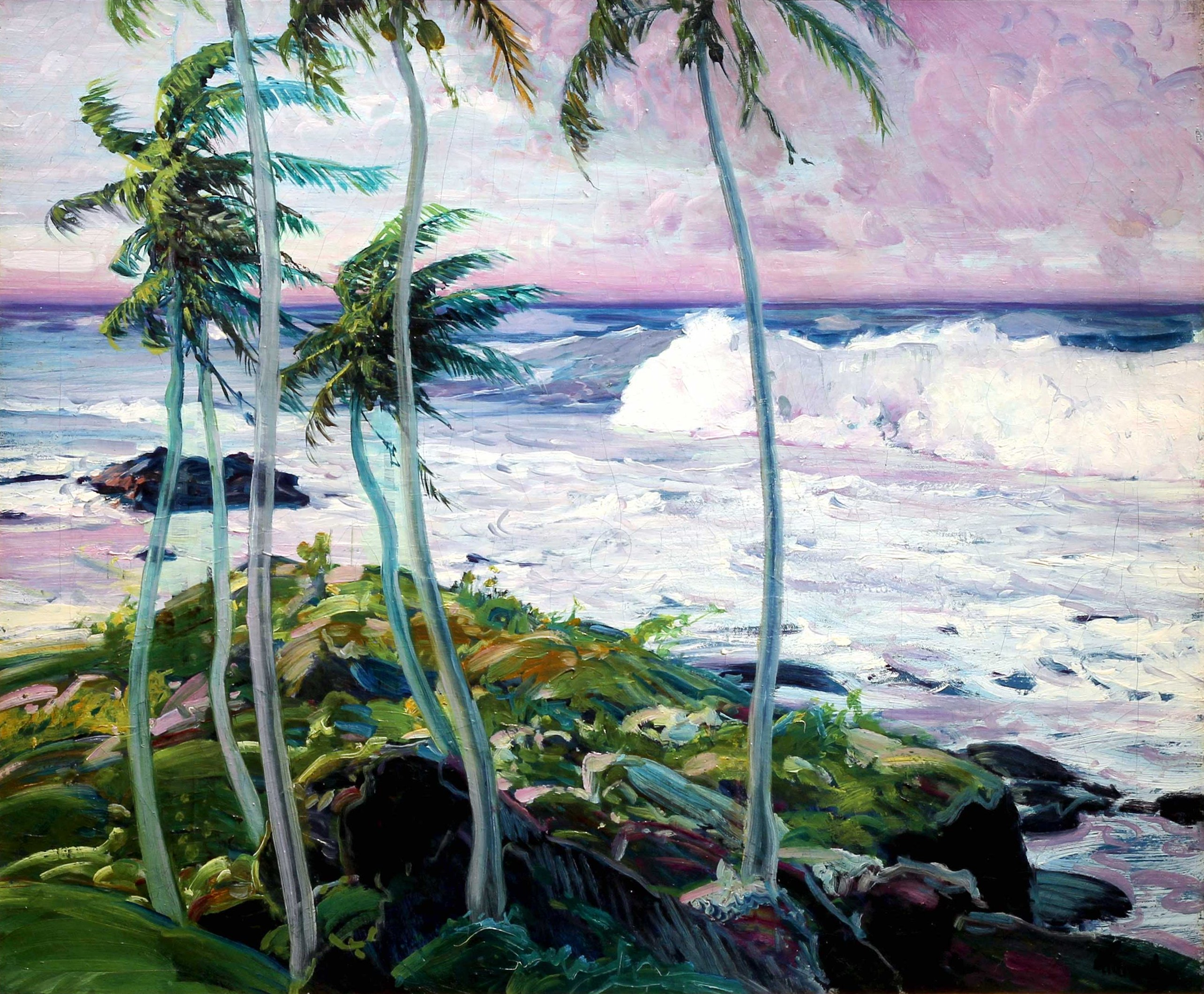
"Under the Trade Winds, Barbados" (1921)
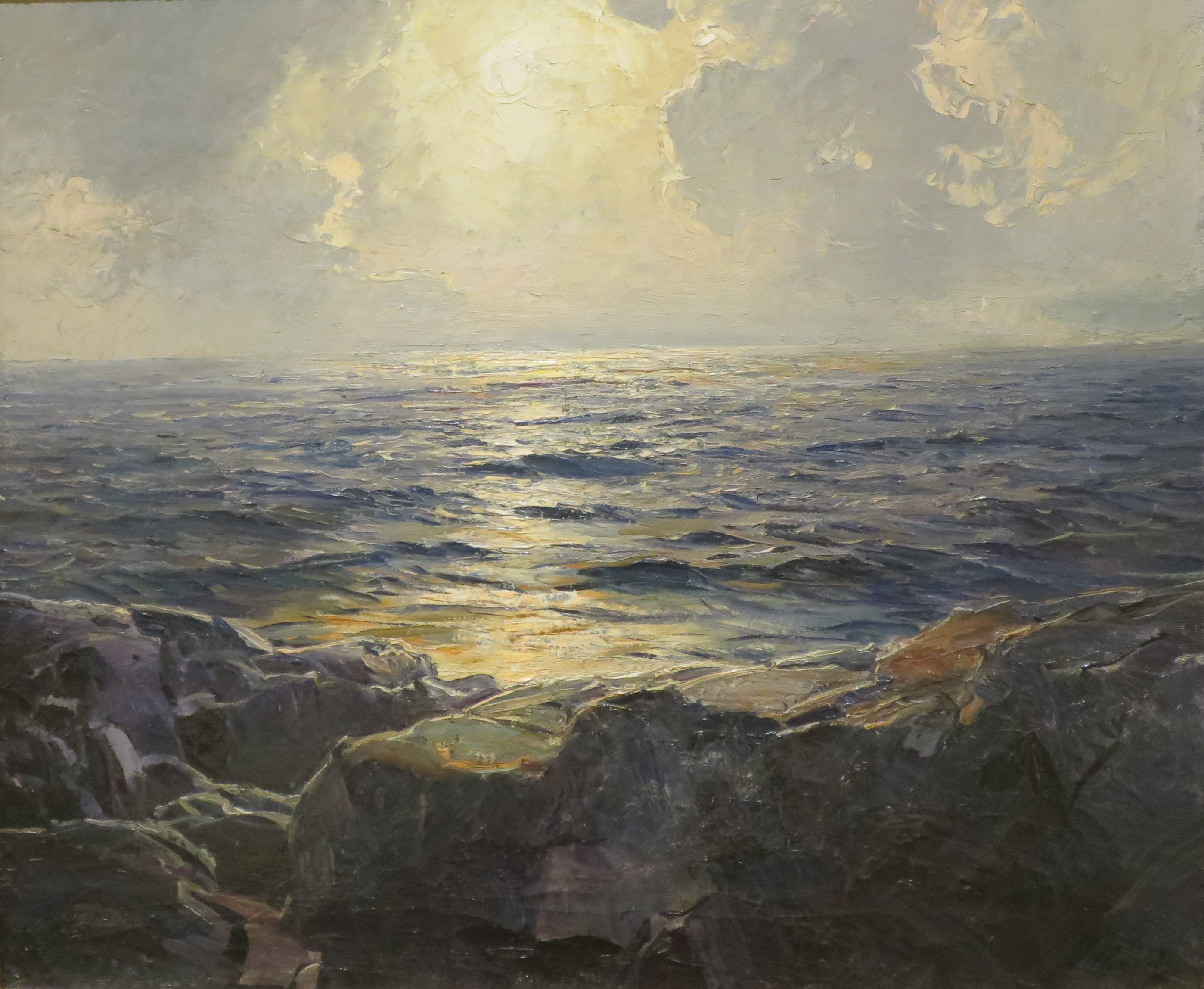
"Moonrise"